# Tiphia displicata
Tiphia displicata (лат.) — вид ос рода Tiphia из семейства Tiphiidae (Hymenoptera). Китай (Сычуань). Название происходит от латинского прилагательного displicatus (разбросанный), относящегося к нескольким разбросанным пунктурам на первом стерните.

## Описание
Жалящие перепончатокрылые. Длина тела около 6 мм. Основная окраска тела чёрная. Этот вид может быть распознан по следующей комбинации признаков: проподеальная ареола субтрапециевидная, медиальный продольный киль, достигает задних 3/5 ареолы, субпостериорная бороздка на тергите T1 без ряда мелких пунктур, а стернит S1 гладкий, только с несколькими рассеянными и мелкими пунктурами. Усики самцов 13-члениковые. Мезоскутум с передней медиальной бороздкой и нотаулусом. Личинки предположительно, как и близкие виды, паразитируют на пластинчатоусых жуках (Scarabaeidae). Вид был впервые описан в 2021 году китайскими энтомологами Qian Han, Bin Chen и Ting-Jing Li (Chongqing Normal University, Чунцин, Китай).